# أمونة (مسلسل تلفزيوني)
أمونة المزيونة أو أمونة هو مسلسل تلفزيوني، رسوم المتحركة إماراتي، من تأليف عامر كوخ، تم عرضه على قناة ماجد للأطفال، بدأ في 2015.

### فريق المسلسل

#### فنان الإطار الرئيسي
- عامر كوخ
- وليد قطيني
- فراس خليفة
- أحمد عبد الوارث
- إسلام أبو شادي
- عبد الله معتصم

#### رسم وتلوين الخلفيان
- محمد درابيع
- هلا جمال أبو سعيد
- عز الدين منيب
- هبة النجار
- زهراء أبو سخن
- أمل محمد قاسم
- غادة ابراهيم الجرمي

#### تلوين الشخصيات
- عليا ريان

#### رسامي الرسوم المتحركة
- محمد موفق جباصيني
- هشام ابو عودة
- محمد خير أحمد بشخوج
- نور الدين القلالوة
- عماد دوقة
- هشام احمد علي
- شيرين هشام
- ياسر كريشن
- عمر درويش
- خولة دقائق
- راما سلطان
- ماهر حمد
- فراس مسنو
- هاني الصواف
- عيد رفاعية
- علا علي
- ديانا عروس
- صبا أبو خير
- رزان برادعي
- سارة منيب الشوَا
- هند محمد المصري
- لبني ناصر العجلوني
- تامبوت كم
- جبران دوم
- أحمد الحرح
- سينا حاج حسين
- درداء ورد
- فاطمة ورد
- مريم روماني
- نورا الغفري
- سليمان الرز
- بيان عامر
- ولاء غراوي
- هديل أكرم عبد الجابر
- رغد ريحان
- مايا باسباي
- هدي اللحام
- فادي كيالي
- وسام أبو زيد
- وسام الزعبي
- ندى زينب
- عني الحمصي
- تقي البلخي
- محمد فريج

#### موسيقى الشارة
- غسان سمارة

#### هندسة صوت
- طه العجمي
- منصور فاضل

#### الموسيقى والمؤثرات الصوتية
- محمد شفاقوج
- محمود باسم جابر
- يحيي سالم الأقطش
- جاد كوخ

#### الاشراف الفني لاعمال التحربك
- ماهر حمد
- هاني حلبي

#### الاشراف الاداري في أعمال التحريك
- طلال الجاويش
- نيفين حمودة
- وسيم الزعبي
- هاني الحلبي
- مايا باسباي

#### التأليف والتحرير
- معتصم وائل عوض

#### الاشراف الاداري
- لينا الزبدة

#### اخراج
- عامر كوخ

#### أفكار الحلقات
- عامر كوخ

#### الإشراف على تسجيل الأصوات
- أحمد العرشي
- عبدالحميد العجمي

#### تم تسجيل اصوات المسلسل في استوديو الصوت النقي
- أبوظبي - الإمارات العربية المتحدة

#### القصة المصورة
- عامر كوخ
- مصطفى جواد

#### استوديو الرسوم المتحركة
- Crazy Piranha

#### الاشراف الفني
- محمد موفق جباصيني

#### متابعة فنية
- هشام ابو عودة

#### مونتاج مبدني
- فادي كيالي
- طوني الحلبي
- وسام أبو زيد

#### مراسلات
- أحمد غندور طعمة

### فريق قناة ماجد

#### التنسيق العام
- شيماء العماري

#### متابعة وتدقيق النصوص
- ينن أتاسي

#### مخرج فني
- أحمد بشير

## أصوات
- شيماء العماري (أمونة، علي (الجزء الأول-الثاني)
- مريم المنصوري (علي) (الجزء الثالث)
- ريم حمدان (سيف) (الجزء الأول)
- أسماء الشامسي (سيف) (الجزء الثاني)
- حصة الشامسي (سيف) (الجزء الثالث)
- ميرة علي (الأم)
- محمد الكتبي (الأب)[1]

## الحلقات

### الجزء الأول (2015)
1. أخر يوم مدرسة
2. سن لبني
3. إنفلونزا
4. محكمة الخضروات
5. الجائزة الكبرى
6. النجمة
7. مدينة الاشباح
8. الوقت من ذهب
9. النظافة
10. سوبر أمونة (الحلقة غير موجود)
11. نعمة المياء
12. البرنامج الناسخ
13. القمل
14. كيكة أمونة
15. أمونة النمامة
16. هدايا أمونة
17. المشط السحري
18. أمونة المهرجة
19. أمونة الكذابة
20. الحرب
21. ذهبية
22. وحدي في المدينة
23. أمونة الكبيرة
24. نور
25. الأصبع المجروح
26. سر الوقت
27. حذاء السحري
28. غيمتي
29. الشبح زغلول
30. أمونة المشعة
31. مخدتي وانا
32. القوة الدقائق
33. الغابة الصفراء
34. المصباح السحري
35. أين أنا
36. الحساسية
37. أمونة المتنمرة
38. اندفاع السكر
39. سلحفاتي
40. أمنيتي
41. انا اخاف العتمة
42. أمونة الآكولة
43. الفضائيون
44. الموسيقى
45. الادمان الالكتروني
46. الصدق أمانة
47. الأميرة والضفدع
48. حلم ام علم
49. ثلوج الصيف
50. قلعتي
51. مشروع علي
52. أمونة المخترعة

### الجزء الثاني (2017)
1. العنكبوت الحزين
2. لا أريد النوم
3. الأخطبوط الأسود
4. لنعيد الالوان
5. لا أحب الابر
6. الببغاء
7. أسناني
8. أعضاء جسدنا
9. القط الابيض
10. أمونة التنين
11. انقاذ الواحة
12. حرب الفضاء (الجزء الأول)
13. حرب الفضاء (الجزء الثاني)
14. صديقي عظمي
15. عضلة علي
16. عودة خربوش
17. قراصنة الإنترنت
18. لا أحب الزبيب
19. البركان الغاضب
20. الجدري
21. الغبار السحري
22. الغضب
23. القراءة
24. القرش
25. الساموراي
26. الصداقة
27. الطعام نعمة
28. النفط
29. أمونة دافينشي
30. بيئتنا أمانة
31. شعلة النار
32. لا للتكبر
33. لن أغار بعد اليوم
34. من جدً وجد
35. الحازوقة
36. الجاذبية
37. الديناصورات
38. النظارات
39. النيزك
40. أمونة العنيدة
41. أين فضولي
42. حماية القلعة
43. سأفوز يعني سأفوز
44. لا أحد يعلم المستقبل
45. من لا يَرحَم لا يُرحَم
46. المقلب
47. رحلة بين العلماء
48. لنحافظ على الاشجار
49. الكهرباء الساكنة

### الجزء الثالث (2018-2019)
1. دراكمونة
2. المحافظة على النعمة
3. الجشع
4. صديقي النحل
5. توقف الوقت
6. أشعر بالضجر
7. أمونة وصديقاتها
8. أغلقوا الباب
9. التقليد الاعمى
10. أمونة فقط
11. كنز العائلة
12. وقت أمي
13. اسمعوا الكلام
14. أمونة العبقرية
15. منزلي غابة
16. البساط السحري
17. الحديقة المسكونة
18. اختفاء الحلوي
19. المنبه
20. الملاكمة أمونة
21. أمونة ذات الرداء الأحمر
22. في الحركة بركة
23. تقسيم المنزل
24. داخل اللعبة
25. في بيتنا طفل
26. العميل السري
27. الجائزة
28. المسئولية
29. تحفة الصلصال
30. علي عالم الآثار
31. هوايتي
32. أمونة الحدباء
33. المستودع المخيف
34. أمونة المتطوعة
35. صديقي الخجول
36. طلبات سيف
37. الخصوصية
38. تسمم الطعام
39. لا أحد يراني
40. نمل في بيتي
41. لا للتبذير
42. العمل أمانة
43. سباق الدراجات
44. مدينتي بيتي
45. كركنة
46. لا تحكم بسرعة
47. عمل أمي
48. كلنا أبطال
49. ماذا لو
50. احترام الموعد
51. أزياء أمونة
52. المواجهة